# 地球儀

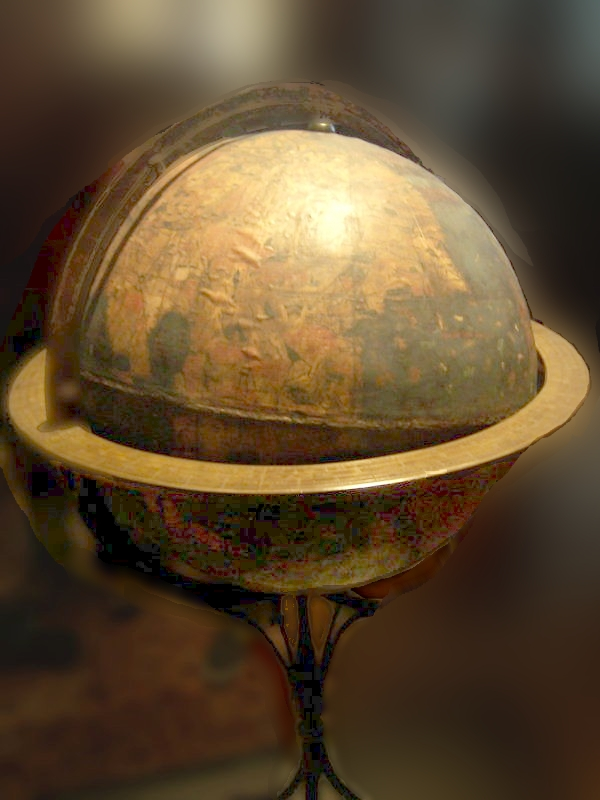
現存する最古の地球儀。

地球儀（ちきゅうぎ）は、地球を球体によって表現した模型。平面の地図では距離、面積、形のひずみがないように表現できないが、地球儀は地球と同じ球体であるため、その全てについて正確性を追求することが可能となる。地球儀の縮尺は様々であるが、縮尺と大きさを独立に決められる平面の地図とは異なり、地球儀は縮尺を決めると球体の大きさも決まる。
地球儀と同じような製法で天球儀・月球儀・火星儀なども作られている。これらを地球儀と組み合わせることによって、地球の表面（地表）のほか他の天体の表面についても理解できるようにしたものとして、地球儀と月球儀あるいは地球儀と天球儀を組み合わた「二球儀」や、地球儀と月球儀のほかに天球儀を組み合わせた「三球儀」と呼ばれるものもある。

## 歴史

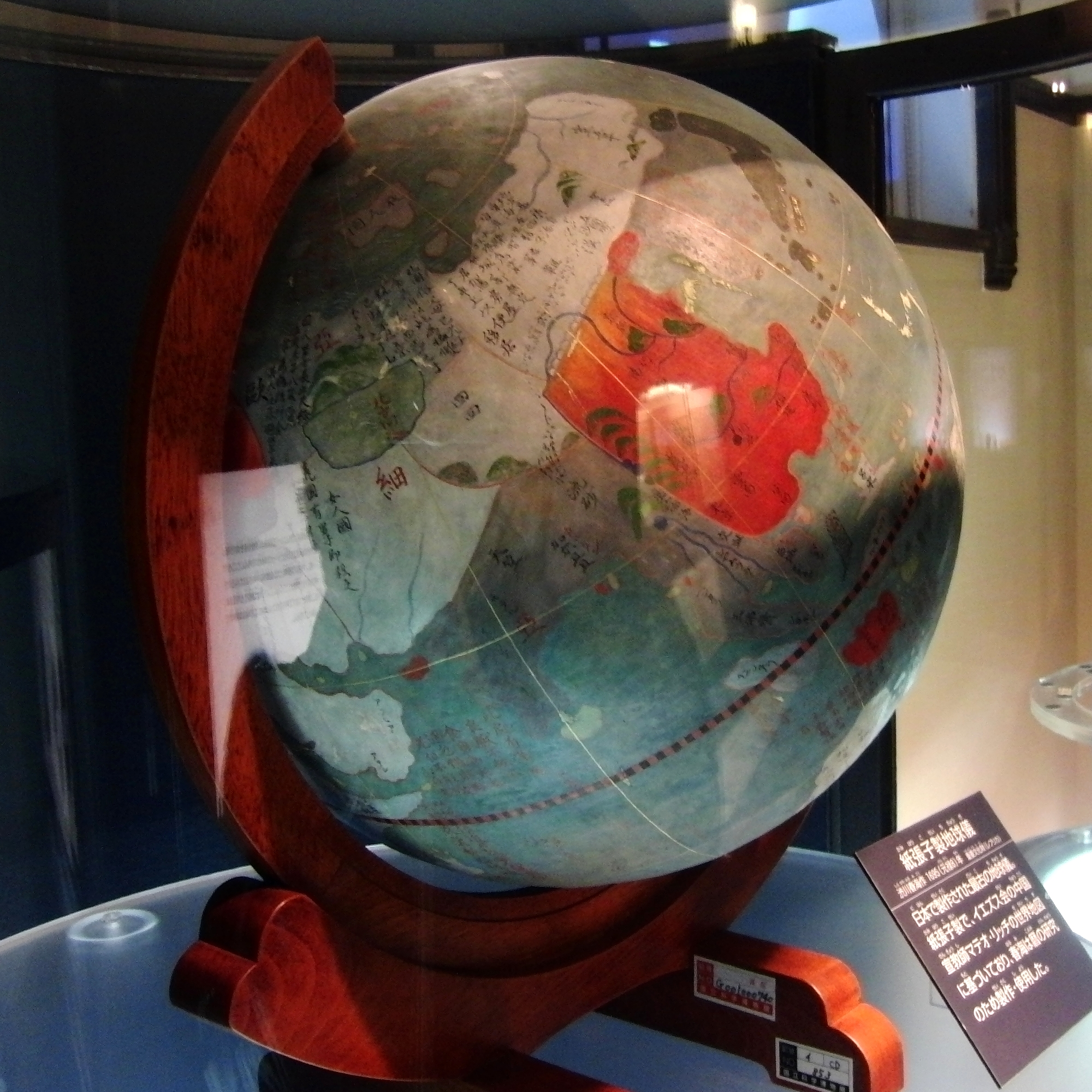
現存する日本製の最古の地球儀。渋川春海作。1695年製。（画像は国立科学博物館展示のレプリカ）。

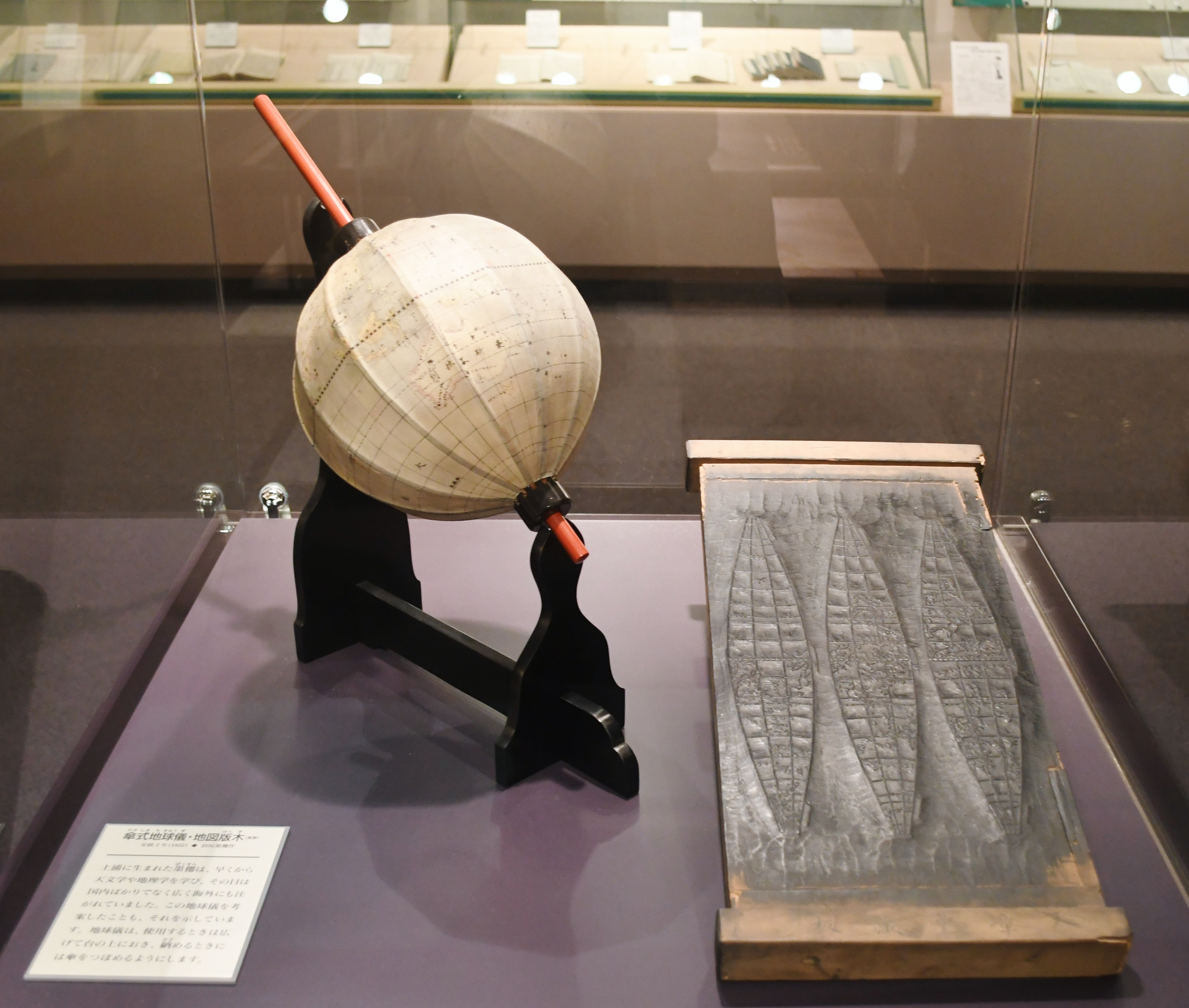
江戸時代の傘式地球儀・地図版木。沼尻墨僊作。1855年製。（茨城県立歴史館展示のレプリカ）

紀元前150年前後にキリキア地方（現在のトルコ）のマロスでキュニコス派のギリシア人の哲学者クラテス (Crates of Mallus) によって作られた地球儀が、最古のものとされている。中世においては、イスラム世界で地球儀が製作された。地球儀として作られ、現存している最古のものは1492年にドイツのニュルンベルクでマルティン・ベハイムが製作したエルトアプフェルである。1700年頃にオランダのファルクが作成した地球儀が世界中で用いられ、日本の平戸藩主松浦静山が入手した実物が現在も松浦史料博物館に保管されている。
日本では、1606年に林羅山がキリスト教徒が唱える地球球形説を論難してハビアンと議論した際に登場した「円模の地図」が地球儀であったとされている。その後、渋川春海や司馬江漢が西欧のものを真似て地球儀を作成し、本木良永も地球球形説を支持した。江戸末期、静岡の角田櫻岳が地球儀を作成した。
なお、聖徳太子の地球儀と呼ばれるものに関しては、分析の結果、1602年以降の製作である可能性が高いと言われている。

## 作成法
従来の大量生産の地球儀は紙製の世界地図を球体に貼り付けて作成されていた。まず平面上に世界地図を描き、次に描かれた世界地図を細長い紡錘形にカットする（この紡錘形の紙をゴアという）。このとき、赤道近くはほぼもとの地図のまま残るが、極に近づくほど細くなる。こうして作ったゴアを球体に貼り付けていく。貼り付けた後、極地方のゆがみを修正するため、北極・南極それぞれに円形の地図を貼る。マチ（襠）の数を多くする（細かく分ける）ほど、極地方を引き伸ばす率が低くなり、地球儀の正確さが高まる。しかし、実際の地球は完全な球体ではなく、赤道近くでやや膨らんでいる楕円形のため、それを再現することは極めて難しく、量産品においては実現できていないのが現状である。
近年では熱可塑性樹脂を用いて、平面に歪んだ地図を印刷しておき、これを半球に成形して貼り合わせる製法もある。
ビーチボールに地図を印刷した簡易式のものは安価軽量で扱いやすいため、広く出回っている。

## 構造
地球儀は、通常、北極点と南極点にあたる部分に軸受が取り付けられ、球体の外側から「弓」と呼ばれる金属製フレームによって外側から2つの軸受を支える形で台に固定されており、球体を回転できるように作られている。このほか軸を円形の金属製フレームを取り付けて北半球と南半球を回転できるようにしたものや、外側にフレーム（弓）を取り付けずに球体内部に直接軸を通しているものもある（軸がなく球体を台座に直接置く形式のものもある）。
また、公転面に対する地軸の傾きを表現するため、鉛直方向に対して23.4度傾くように軸受がつけられている。このことにより、地球儀の真横からスポットライトを当てて太陽に見立て、日や季節がどのように変化するのかを容易に見られる。また最近の地球儀の多くには経線・緯線が引かれており、地球上の特定の地点のおおよその位置を容易に見つけられる。
地形を表現するため、陸地が浮き彫りになっている地球儀も存在する。こうした地球儀においては、地形をはっきりとさせるために、通常は標高が誇張され、水平方向よりも大きい縮尺になっている。

## 派生品
既存の地球儀と電子技術を組み合わせて、付属のペンで位置を示すと、音声が流れる製品が開発され販売されている。
米国のIT会社Googleが制作した「Google Earth」やNASA制作の「NASA World Wind」は電子版地球儀と呼ばれている。コンピュータ・グラフィックの特性を生かし、元来の地球儀では表現できなかったプレーンな地球の姿から国境や道路などといった詳細まで、マウス一つで拡大・縮小の操作が出来る。大きな縮尺の地球儀は作り難い、携帯に不便という地球儀の欠点を克服した。

## 付記
- 地球儀の製作には、地球全図などの地図が必要なためデータ量が膨大になる。近年は、コンピュータグラフィックスを用いて編纂した地図を基にして、それを印刷した地図を球形の芯に貼ることが増えてきている。なおこの地図の投影法が、ユニバーサル横メルカトル図法と呼ばれる投影方法である。以前は、台形図法などが用いられてきていた25000分の1の地形図なども、同じ投影法で作成する時代になった。
- 平面の地図と同様に地球儀も購入から年月が経過すると、新しい国家の誕生により国境が実態と合わなくなってくる。そのため、交換球の販売や球体の交換サービス（有料）を行っているメーカーもある。

## 主な日本の製造元
専門メーカー
- 渡辺教具製作所 - Watanabe Globe、日本国内製造
- 昭和カートン(地球儀事業部)[7] - SHOWAGLOBES、日本国内製造
- シスカ[8] -  地球儀NAVI、1993年にビニール製の地球儀を初めて製造して以来ベトナム工場で製造している。

その他メーカー
- ドウシシャ - しゃべる地球儀(PERFECT GLOBE)、球体地図製造は｢渡辺教具製作所｣でコンテンツ編集協力は｢帝国書院｣。
- オルビイス[9] - オルビイス地球儀、イタリアのTecnodidattica S.p.a.社と共同開発している。
- レイメイ藤井 - 台湾で製造されている[10]。
- 帝国書院 - 韓国で製造されている。